# 国民议会 (巴拿马)
国民议会（西班牙語：Asamblea Nacional），前称立法议会，成立于1903年，是巴拿马的国家立法机关。国民议会实行一院制，由71名议员组成。每届议会任期5年。